# Anpresskraft
Als Anpresskraft oder Andruckkraft ({\displaystyle {\vec {F}}_{A}}) bezeichnet man eine Kraft, die gegen einen anderen Körper drückt, die Normalkraft. Sie ergibt sich bei gleichmäßig verteilter Belastung aus dem Druck multipliziert mit der Fläche. Je größer die Anpresskraft ist, desto höher ist der Reibungswiderstand und so auch die ohne Abrutschen übertragbare Kraft auf einen anderen Körper.
Ohne die Anpresskraft auf den Erdboden könnten wir nicht laufen, weil die Reibung zwischen der Fußsohle und dem Boden nicht gewährleistet wäre.